# شلبی (تگزاس)
شلبی (به انگلیسی: Shelby) یک منطقهٔ مسکونی در ایالات متحده آمریکا است که در شهرستان آستین، تگزاس واقع شده‌است.